# 李經 (郯王)
李经（778年—834年8月19日），本名李涣，唐朝皇子，是唐顺宗李诵的第二子。

## 母
张昭训，《旧唐书》作王昭仪，元和元年八月甲子，张昭训被唐宪宗晋封为郯王太妃。

## 生平
贞元四年（788年），李经被祖父唐德宗封为建康郡王。曾产下一对双胞胎儿子，权德舆为此作《中书门下贺建康郡王双诞皇曾孙状》。贞元二十一年（805年），李经被父亲唐顺宗封为郯王，大和八年（834年）七月十一日，李经去世，享年五十七岁。《新唐書宗室世系表》載有子東平郡王李恪。
唐武宗会昌年间，因武宗改名李炎，为避“炎”字，郯王改为覃王。唐末有嗣覃王李嗣周，可能是李经的后人。